# IC 2425
IC 2425 је појединачна звијезда у сазвјежђу Хидра која се налази на листи објеката дубоког неба у Индекс каталогу.
Деклинација објекта је - 3° 25' 25" а ректасцензија 8h 55m 50,2s.